# Manne Nilsson
Magnus Teodard ("Manne") Nilsson, född 2 juni 1888 i Katarina församling i Stockholm, död 28 november 1958 i Sofia församling i Stockholm, var en svensk friidrottare (stavhopp). Han vann SM-guld i stavhopp 1915. Han tävlade inom landet för SoIK Hellas.
Vid OS i Stockholm 1912 blev han utslagen i stavhoppskvalet med resultatet 3,20 meter.